# Paul Rautzenberg
Giesbert Friedrich Paul Rautzenberg (* 7. Dezember 1899 in Elberfeld; † 2. August 1969 in Köln) war ein deutscher Bildhauer.

## Leben
Paul Rautzenberg wuchs in Hagen auf. Als 14-Jähriger begann er eine Ausbildung in der Wiedenbrücker Werkstatt des Bildhauers Heinrich Hartmann (1868–1937), einem Vertreter der Wiedenbrücker Schule. 1918 diente er als Soldat im Ersten Weltkrieg und zog sich in Flandern eine Giftgasverwundung zu. Danach war er als Geselle in verschiedenen Werkstätten tätig. Ab Ende der 1920er Jahre lebte er als frei schaffender Künstler in Köln, wo er 1969 starb. 
Rautzenberg widmete sich der christlichen Kunst, dabei thematisierte er vor allem den Tod Jesu und die Trauer Mariens um ihren Sohn. Zu seinem Gesamtwerk gehören über 100 Skulpturen, darunter Altäre, große und überlebensgroße Figurengruppen sowie Einzelfiguren aus Holz und Keramik. Er schuf etwa 50 Kruzifixe, 12 Kreuzwege, Pietàs und Krippenfiguren. Seine Werke befinden sich vor allem in Nordrhein-Westfalen, aber auch unter anderem in Mannheim, Hamburg und der Lausitz. Allein im Erzbistum Paderborn war Rautzenberg an der Ausstattung von mehr als 40 Kirchen beteiligt.
Rautzenbergs Kunststil entwickelte sich im Laufe seiner künstlerischen Entwicklung weg vom Historismus der Wiedenbrücker Schule hin zu eigenständigen, expressionistischen Ausdrucksformen. Sein zum Teil herber Stil stieß mitunter auf Ablehnung und manche seiner Kunstwerke wurden in späteren Jahren wieder entfernt bzw. durch neuere ersetzt. Auch gab es im Zweiten Weltkrieg einige Verluste.
Rautzenberg starb 1969 im Alter von 69 Jahren im Kölner Dreifaltigkeitskrankenhaus. Er war seit 1967 mit Elisabeth, geborene Heinen, verheiratet. Rautzenberg hatte einen Sohn, der später in die USA auswanderte.

## Werke (Auswahl)

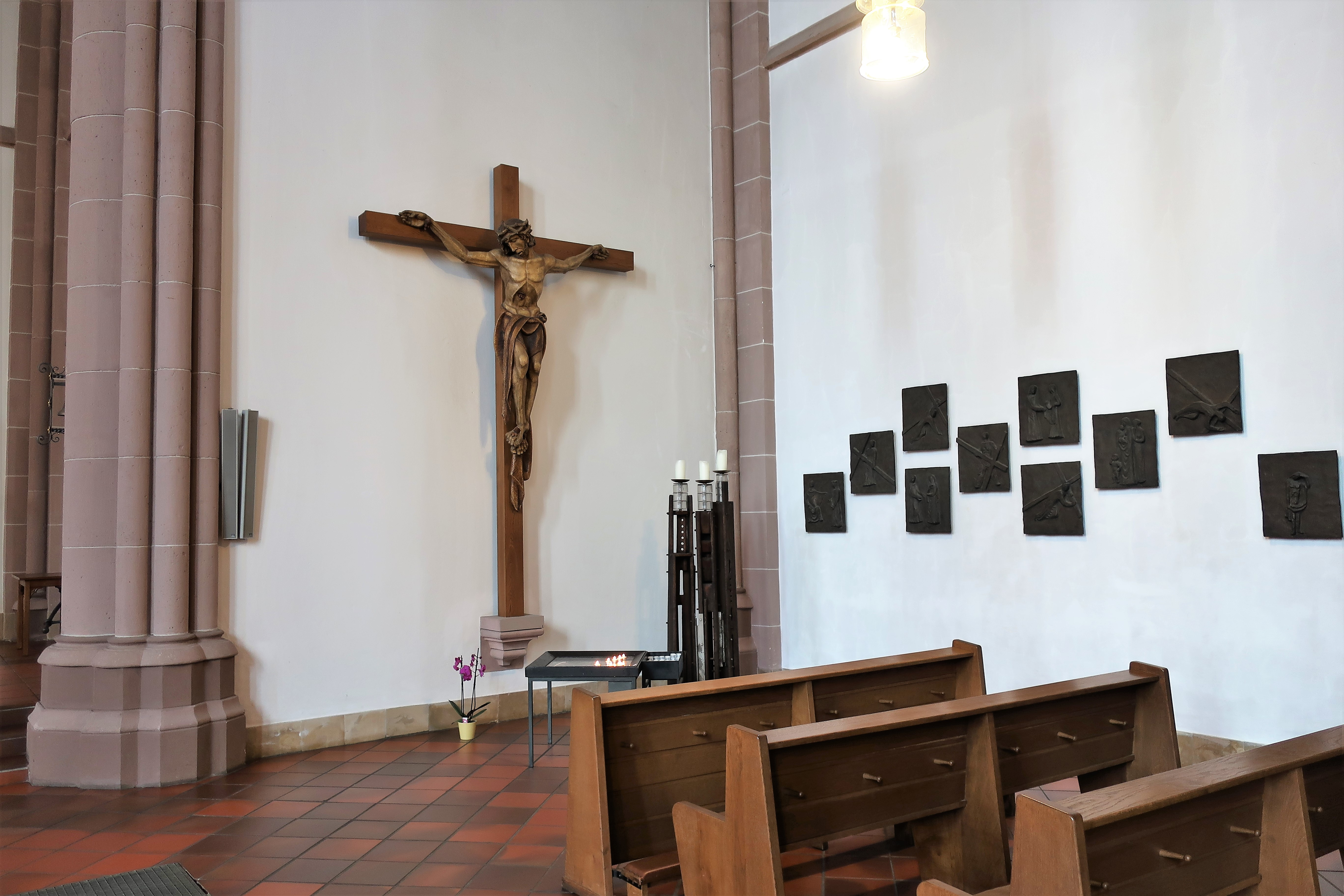
Kreuz in St. Marien, Hagen

- Altar, St.-Josef-Kirche, Altenhagen (Hagen), 1929[3]
- monumentaler Hochaltar, St. Georg, Bad Fredeburg, 1933, 1988 entfernt
- Madonna, Marienkapelle, Bad Driburg, 1934[4]
- Hochaltar, davon erhalten Kreuzigungsgruppe und vier Reliefs, sowie Pfeilerfiguren des Apostels Judas Thaddäus und des heiligen Konrad von Parzam, Pfarrkirche St. Severin, Frechen, um 1939[5]
- Pietà, Christus-König-Kirche, Lauchhammer, 1943
- monumentales Kreuz, rechtes Querschiff von St. Marien, Hagen, vor 1945 während des Zweiten Weltkriegs[6]
- Weihnachtskrippe, Warburger Neustadtkirche, 1948
- Kanzel mit einer betenden Gruppe, in der Mitte Maria, sowie Kreuzweg, Herz-Jesu-Kirche, Dortmund-Hörde, um 1957
- Kreuzweg und überlebensgroße Christusfigur in der Taufkapelle von St. Barbara in Niederlahnstein
- denkmalgeschützter Gartenkreuzweg mit 14 Relief-Stelen, Tonreliefs mit farbiger Craqueleglasur, Kloster Sankt Bernardin, Hamb, 1961[7]
- Kreuzweg mit 14 Stationen, St. Pius, Mannheim, 1964